# Тоні Гелвін
Тоні Гелвін (англ. Tony Galvin, нар. 12 липня 1956, Гаддерсфілд) — ірландський футболіст, лівий фланговий півзахисник.
Дворазовий володар Кубка Англії. Володар Суперкубка Англії з футболу. Володар Кубка УЄФА. 

## Клубна кар'єра
У дорослому футболі дебютував виступами за команду нижчолігового клубу «Гул». 
Своєю грою за цю команду привернув увагу скаутів клубу «Тоттенхем Хотспур», до складу якого приєднався 1978 року. Відіграв за лондонський клуб наступні дев'ять сезонів своєї ігрової кар'єри. Більшість часу, проведеного у складі «Тоттенхем Хотспур», був основним гравцем команди.
Протягом 1987—1989 років захищав кольори команди клубу «Шеффілд Венсдей».
Завершив професійну ігрову кар'єру у нижчоліговому клубі «Свіндон Таун», за команду якого виступав протягом 1989—1990 років.

## Виступи за збірну
1982 року дебютував в офіційних матчах у складі національної збірної Ірландії. Протягом кар'єри у національній команді, яка тривала 8 років, провів у формі головної команди країни 29 матчів, забивши 1 гол.
У складі збірної був учасником чемпіонату Європи 1988 року у ФРН, на якому взяв участь у трьох іграх.

## Титули і досягнення
- Володар Кубка Англії (2):

«Тоттенхем Хотспур»:  1980–81, 1981–82
- Володар Суперкубка Англії з футболу (1):

«Тоттенхем Хотспур»:  1981
- Володар Кубка УЄФА (1):

«Тоттенхем Хотспур»:  1983–84